# Burg Blasenstein (St. Thomas am Blasenstein)

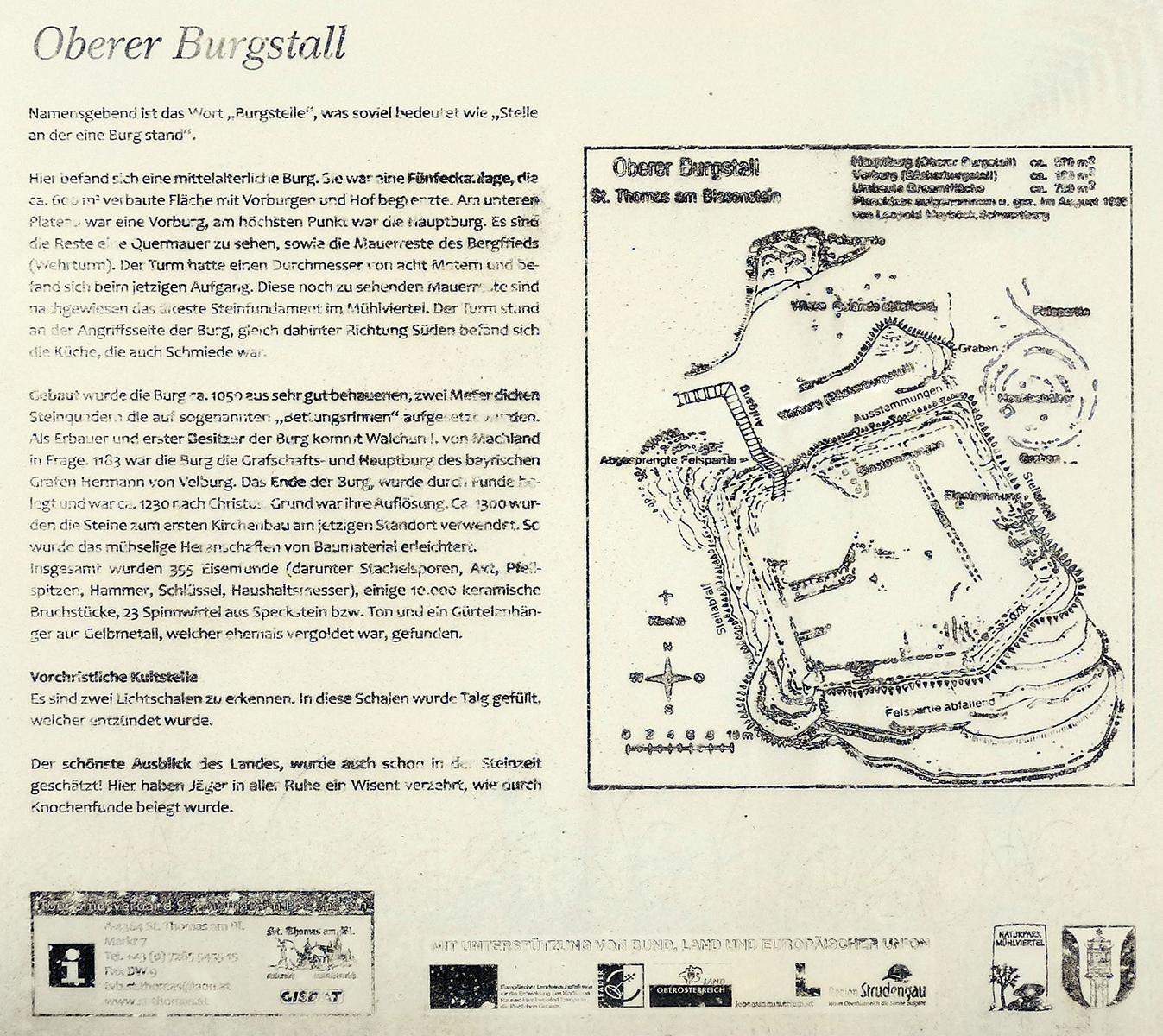
Oberer Burgstall. Hinweistafel

Die hochmittelalterliche Burganlage Blasenstein befand sich in der heutigen Gemeinde St. Thomas am Blasenstein im Bezirk Perg in Oberösterreich. Sie bestand aus zwei getrennten Hochburgen, Blasenstein I und II (duo castra Plasenstein). Zusätzlich bestand zwischen den Hochburgen eine Burgkapelle und ein Burgenbauhof. Blasenstein I war vermutlich einer der Herrschaftssitze der Herren von Machland. Blasenstein II war möglicherweise der Sitz eines Ministerialen.
Die zwei getrennt erhaltenen Burgställe wurden zu beliebten Aussichtspunkten und Orten der Besinnung. Weitum bekannt ist der untere Burgstall wegen des Blasensteins und seiner Buckelwehlucka, eines Durchschlupfs, dem heilkräftige Wirkung nachgesagt wird.

## Beschreibung
Die zwei Hochburgen Blasenstein I und II standen auf den Endpunkten eines etwa 200 Meter langen Höhenrückens mit einem leicht abfallenden Verlauf nach Südwesten. An den Endpunkten trugen die dortigen gewaltigen Granitfelsen, etwas bucklig und mit den Kennzeichen der mühlvierteltypischen Wollsackverwitterung, jeweils eine Hochburg.
Ausgehend vom Ortsplatz Sankt Thomas am Blasenstein sind die Burgställe in wenigen Gehminuten leicht erreichbar:
- Oberer Burgstall (Lage). Ehemals Hochburg Blasenstein I auf 733 m Seehöhe. Zeitrahmen: Späteres 11. Jh. bis 1230/1240. Die volkstümlichen Namen Kirchenburgstall oder Bäckerburgstall beziehen sich auf die benachbarte Kirche bzw. das Bäck-Haus Markt Nr. 10, das schon im Jahr 1589 als Obertafern (obere Taverne) bekannt war.

- Unterer Burgstall (Lage). Ehemals Hochburg Blasenstein II auf 716 m Seehöhe. Zeitrahmen: Unklare Gründung – Mitte 13. Jh. Die volkstümlichen Namen Kreuz-Burgstall oder Buckelwehlucka stammen von der dort aufgestellten Pestsäule bzw. der dortigen Buckelwehlucka, dem angeblich wundertätigen Durchschlupfstein.[1]

- Zusätzlich gibt es noch einen dritten und unscheinbaren Burgstall mit dem volkstümlichen Namen Pfarrerburgstall auf Seehöhe 716 m zwischen dem Pfarrhof Markt Nr. 1 und dem Haus Markt Nr. 2. Dort stand auf der länglichen Felsenkuppe ehemals die Burgkapelle (Lage). Zeitrahmen: Späteres 11. Jh. – Mitte 13. Jh.

- Weiters befand sich ehemals ein Bauhof (Meierhof) der Burgen im Gelände westlich des dritten Burgstalls im Bereich des Hauses Markt Nr. 3 (Schmiede zu St. Thomas). Zeitrahmen: Späteres 11. Jh. – Mitte 13. Jh.

- Nachdem die hochmittelalterlichen Burgen I und II nicht mehr bewohnbar wurden, entstanden im Mittelalter Nachfolgebauten im Bereich der heutigen Kirche: Ein kleines Vorläuferkirchlein der heutigen Kirche sowie ein Bauwerk und Verwaltungssitz. Für dieses Ensemble kam auch der Name Schloss Blasenstein auf. Zeitrahmen: Mitte 13. Jh.? - ca. 1400. Erhalten blieben von diesem Schloss wenige Substruktionen. Ein Stück Schlossmauer wird in einem Mauerzug vermutet, der sich am Fuß der heutigen äußeren südlichen Kirchenwand hinzieht. Er zeigt außen noch zugemauerte Fenster und hat innen Sitznischen. Auch ein Schlossbrunnen (Zisterne?) blieb über Jahrhunderte erhalten. Ein Altarbild von 1742 zeigt noch eine Überdachung des Brunnenschachtes. Ein unterirdischer Gang zu einem Brunnen wurde 1999 bei Kanalbauarbeiten am Kirchenvorplatz entdeckt und wieder verfüllt.[2]

Die Burgställe sind nicht denkmalgeschützt. Die Pfarrkirche steht allerdings unter Denkmalschutz (Listeneintrag).

## Geschichte
In einer Passauer Urkunde aus dem 13. Jahrhundert werden zwei Burgen in Blasenstein des Otto und Walchun von Machland (Otto et Walchunus nobiles dicte de Machlant bzw. duo castra Plasenstein) erwähnt, die 1150 bestanden haben sollen. Ob es sich dabei um die Gründung zweier Burgen oder um die Erweiterung einer Burg handelt, kann wegen des Fehlens weiterer Anhaltspunkte nicht wirklich entschieden werden. Auch die genaue Gründungszeit ist nicht bekannt. Im Namen Blasenstein könnte die Formulierung Bloßenstein für vegetationsfreie bloße Steine stecken.
Blasenstein war der Sitz der Edlen von Blasenstein. Otto von Machland (* 1100, † 1149) bzw. der Bischof Reginbert von Passau stifteten im Jahre 1146 den Ort an das Kloster Waldhausen. Nach Ottos Tod im Jahre 1149 ging sein Besitz an seinen Bruder Walchun von Machland, auch Walchun von Klamm (* 1105, † 1162) über, der sich in einigen Urkunden auch als de Machlant bezeichnete. Als Walchun im Jahre 1162 starb, kam die Erbschaft an den Gatten seiner einzigen Tochter Adelheid (* 1120, † 1183), den in der Oberpfalz beheimateten Grafen Hermann von Velburg (* 1162, † 1183), der sich 1183 auch Graf von Blasenstein nannte. 1190 scheint ein Burgmann namens Wintherus de Blasenstaine auf, 1218 und 1234 sind weitere Dienstleute dieses Namens bekannt (Wolfirius et Henricus frater eius de blasenstein). Durch drei Generationen gehörte nun der Besitz der Machländer den Grafen von Velburg-Klamm. Als Graf Ulrich von Velburg-Klamm (* 1188, † 1218) im Jahre 1218 starb, ging sein Besitz im Machland auf Grund von Erbverträgen an die Babenberger und später an die Habsburger über. Als weitere Besitzer sind die Zelkinger (1410) angeführt, Peter Engelhartstetter gelobte 1458 dem Herzog Albrecht II. von Österreich ihm „mit dem Schlosse Blasenstein (im Machlande) gehorsam zu seyn“.
Aus den archäologischen Funden lässt sich ableiten, dass die untere Burg Blasenstein um 1300 an der Wende von der Romanik zur Gotik nicht mehr bewohnt war. Jedenfalls wurde um 1330 nur mehr von der capella s. Thome und 1380 nur mehr von der sant Thomas pharr gesprochen. Eventuell ist das Untergehen der beiden Burgen mit dem Interregnum in der Mitte des 13. Jahrhunderts und den Auseinandersetzungen des Ottokar II. Přemysl von Böhmen mit den Habsburgern in Zusammenhang zu bringen. Ob das Untergehen der Burgen mit den Hussiteneinfällen von 1428 und 1432 zu tun hat, ist eher unwahrscheinlich.
Im Jahre 1331 wurde Sankt Thomas als Filialkirche von Münzbach erwähnt, erst 1347 wurde von Herzog Albrecht II. hier eine tägliche Messe gestiftet und seit 1359 ist Sankt Thomas urkundlich als eine selbständige Pfarre belegt. Aus dieser Zeit, also der ersten Hälfte des 14. Jahrhunderts, dürfte der älteste Teil der heutigen Kirche stammen. Ob an der Stelle der oberen Burg bereits 1209 ein Pfarrhaus errichtet wurde, ist umstritten.

## Erforschung
1967 entdeckte Alfred Höllhuber auf dem Steinmassiv Buckelwehlucka eine Anzahl von Einstemmungen, die als Mauerbettungen auf abschüssigem Untergrund zu deuten sind. Nach örtlicher Überlieferung wird das betreffende Steinmassiv als unterer Burgstall bezeichnet.
Auch am oberen Burgstall konnten an seiner Nordrampe und am südlichen Steilhang Bettungseinstemmungen festgestellt werden. Dies führte zu der Vermutung, dass die eine Burg Blasenstein oben auf der Felskuppe östlich der Kirche mit einer Ausdehnung von etwa 30 × 18 m stand, während die andere Burg Blasenstein rund 180 m westlich und etwas tiefer davon auf der Felskuppe der Buckelwehlucka stand.
Auf dem unteren Burgstall konnte man den Mauerverlauf für Palas und Hof in der Außenflucht durch die kleinen, aber sauber ausgestemmten Bettungsstufen am äußersten Rand des ebenen Felsplateaus zur Gänze feststellen. Die auf diesem fast waagrecht abgeflachten Granithöcker lagernde, 6 m hohe Felsklippe mit der Buckelwehlucken bildete vermutlich das Fundament und den Fuß eines darüber errichteten Bergfriedes. Der Grundriss dieser Anlage betrug ca. 31,5 × 15,5 m (größte Breite). Dies entspricht allgemein den Ausmaßen der im Mühlviertel gefundenen romanischen Steinburgen in Höhenlage, die zumeist aus einem Bergfried, einem Palas und einem oder zwei kleinen Höfen bestanden. Beim Freilegen der Mauerbettung an der Nordwest-Seite des Plateaus wurden noch geringe Reste des Mauerwerkes mit Kalkmörtel gefunden, zudem eine große Anzahl von Keramikscherben, Metallfunde (Schlüssel, Messerklinge, Hufeisen und -nägel) und weitere Gegenstände (Spinnwirtel, Tierknochen). Auf dem oberen Burgstall konnten hingegen nur wenige Topfscherben gesichert werden.
1985 untersuchten Herbert Hiesmayr und Leopold Mayböck insbesondere den oberen Burgstall nochmals. Die Entdeckungen von Alfred Höllhuber wurden dabei im Wesentlichen bestätigt und erweitert. Das gänzliche Verschwinden beider Burgen bekam dabei eine einfache Erklärung: Die Ruinen der nicht mehr bewohnten Burgen samt Burgkapelle dienten als Bausteinlieferanten für Nachfolgebauten: Für das Vorläuferkirchlein (Mitte 13. Jh.? - ca. 1400) im Bereich des heutigen Mittelschiffs, für den Verwaltungssitz und Bau (Mitte 13. Jh.? - ca. 1400) neben dem Vorläuferkirchlein, und schließlich für die heutige mächtige Kirche (ab ca. 1400 bis heute) und den zugehörigen Alten Pfarrhof (ca. 1400 bis 1968).
Neben dem oberen Burgstall und etwas tiefer wurde also zuerst ein Vorläuferkirchlein samt einem Bauwerk und Verwaltungssitz und dann erst die heutige mächtige Kirche samt Pfarrhof erbaut. Im Durchgang der Kirche sind noch Merkmale (romanisches Mauerwerk) der früheren Bauwerke erkennbar. Von dem ältesten Mauerwerk sind am Fuß der äußeren südlichen Kirchenwand ein 1,70 m langes und 1,65 m hohes Mauerstück und eine 4,50 m freiliegende Mauerbettung dieses früheren Mauerzuges erhalten geblieben.
Was den unteren Burgstall betrifft, so befinden sich auf halber Höhe des Anstieges zur Buckelwehlucka noch heute Einstemmungen im Fels, in denen vermutlich das Torgewände des ersten, nicht weiter geschützten Einlasses in einen kleinen, zwingerartigen Vorhof verankert gewesen sein mag. Auf halber Höhe des Felskopfes liegt die etwas schräg nach rechts oben ansteigende, abgetreppte Einstemmung für den Ansatz der inneren Frontwand des Bergfrieds; nach links hoch ziehen die Mauerbettungen der anzunehmenden östlichen Innenwand.

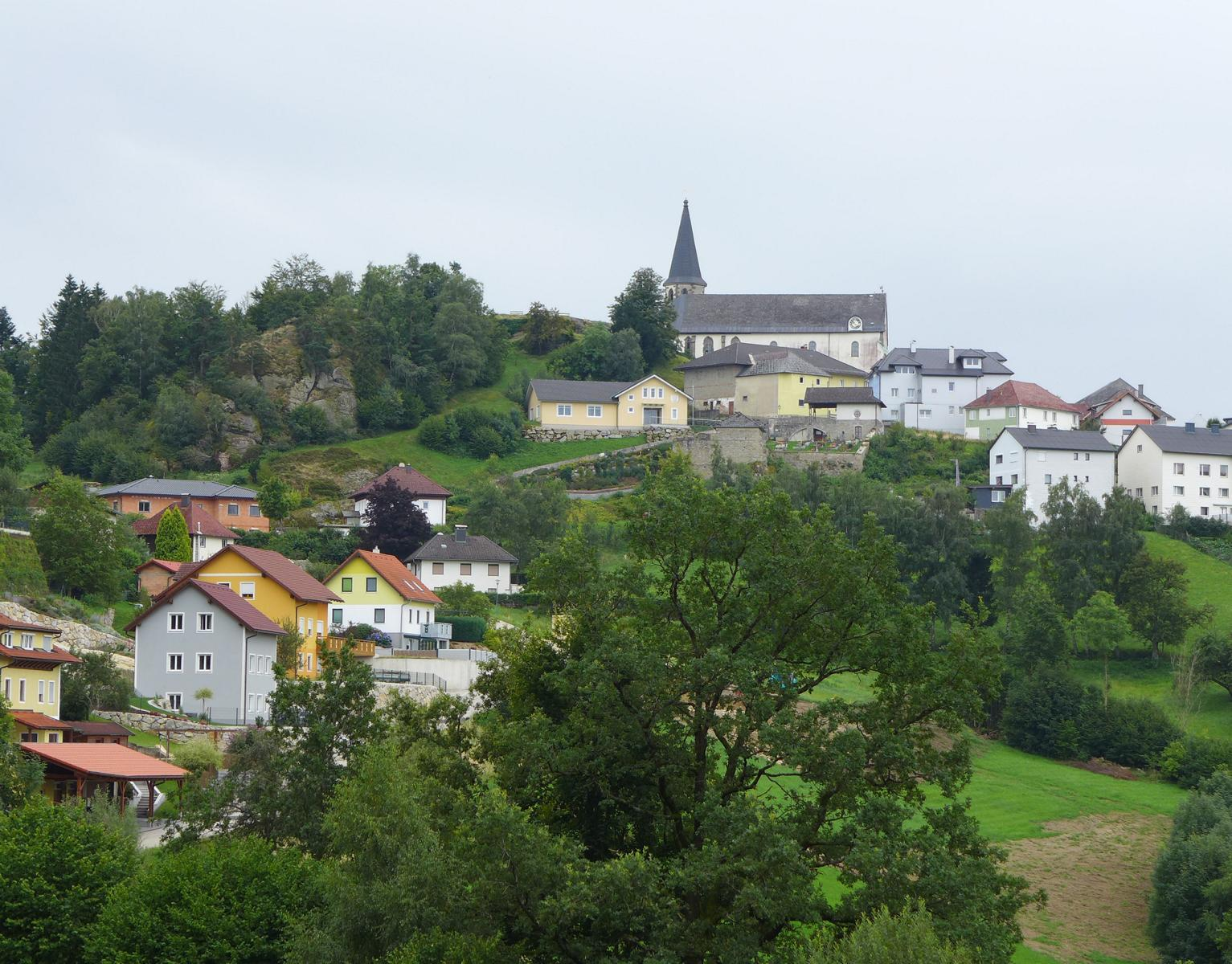
Oberer Burgstall und Kirche von Norden
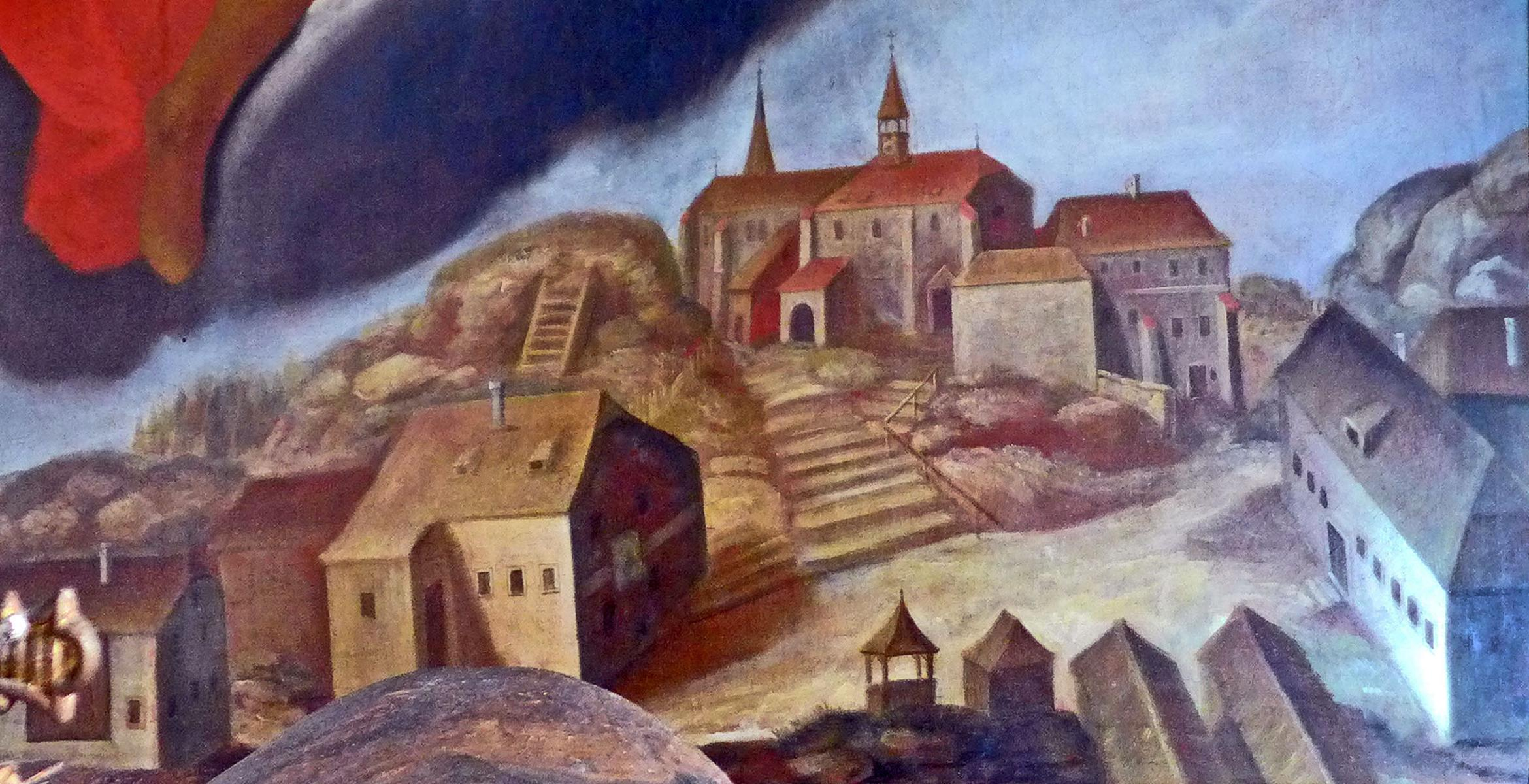
Ansicht im Jahr 1742
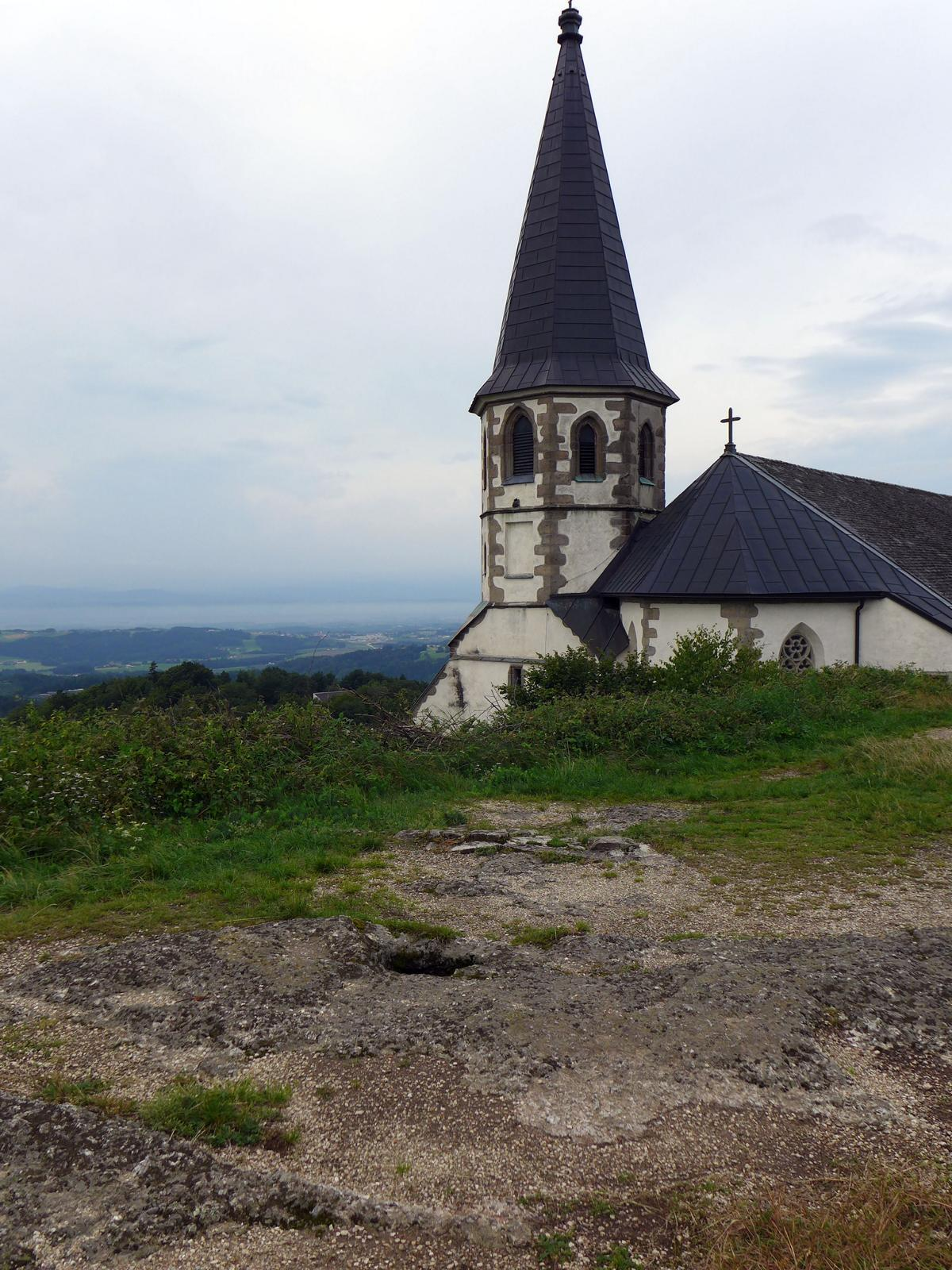
Oberer Burgstall
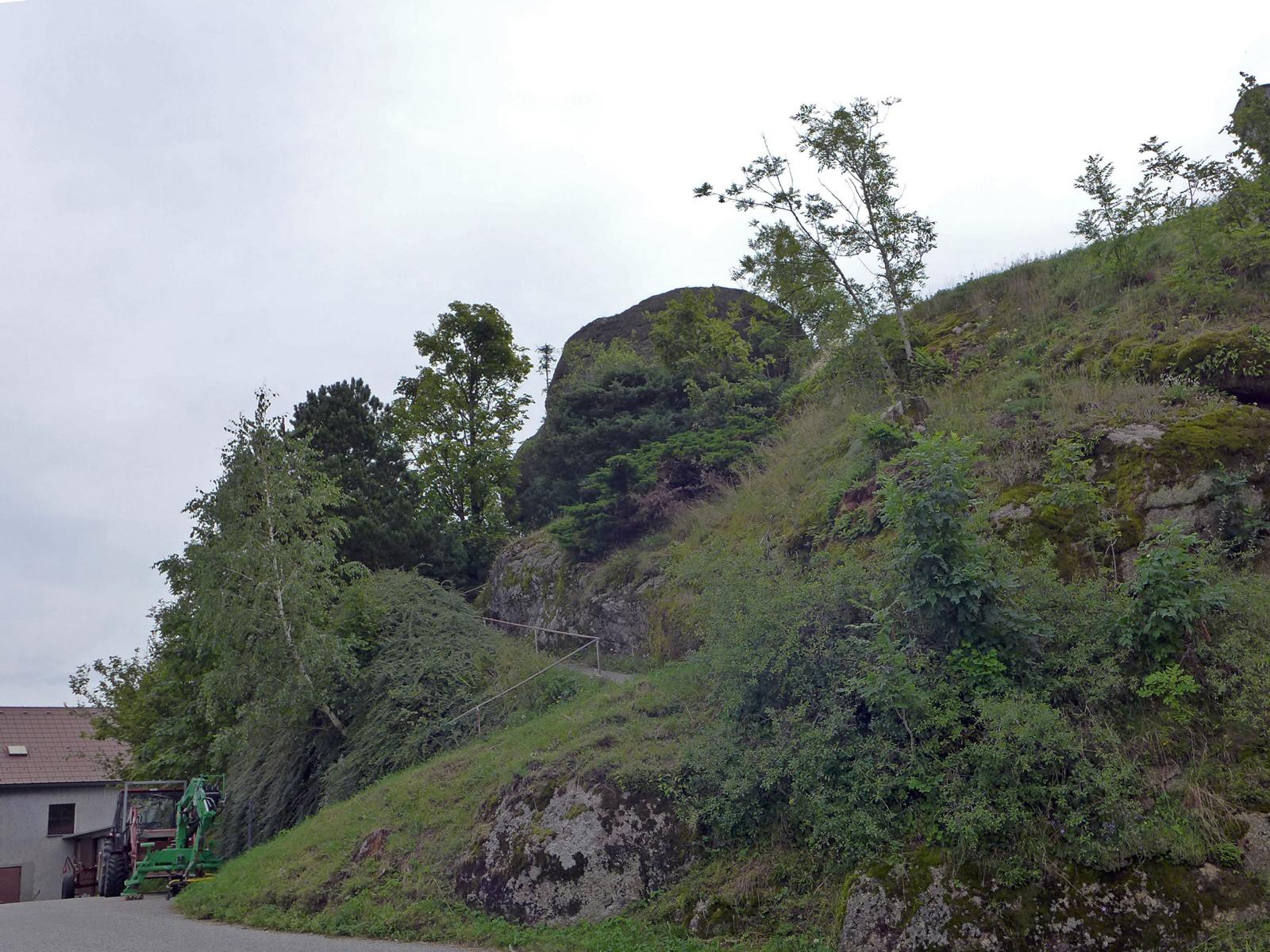
Unterer Burgstall
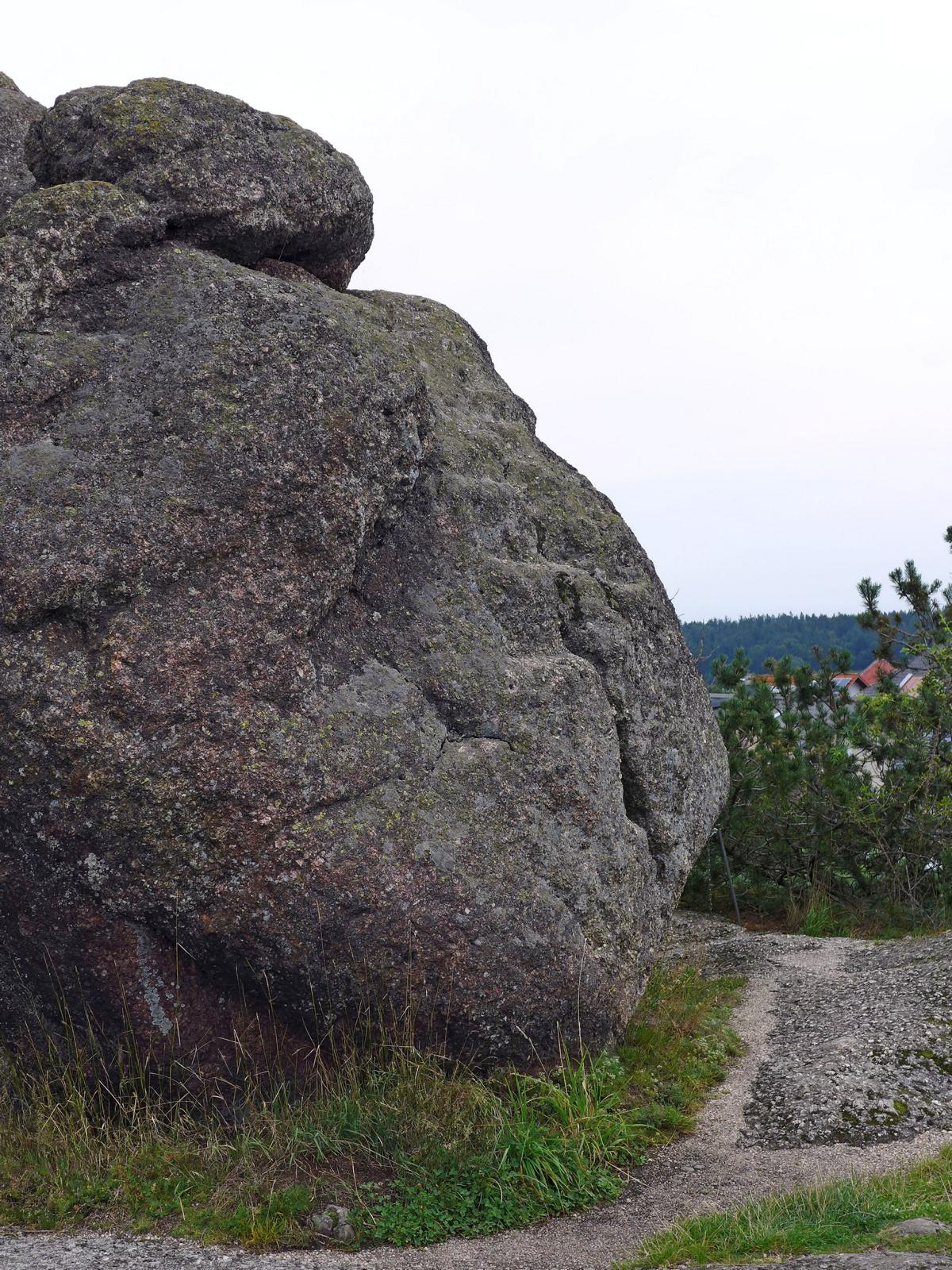
Unterer Burgstall. Einstemmungen
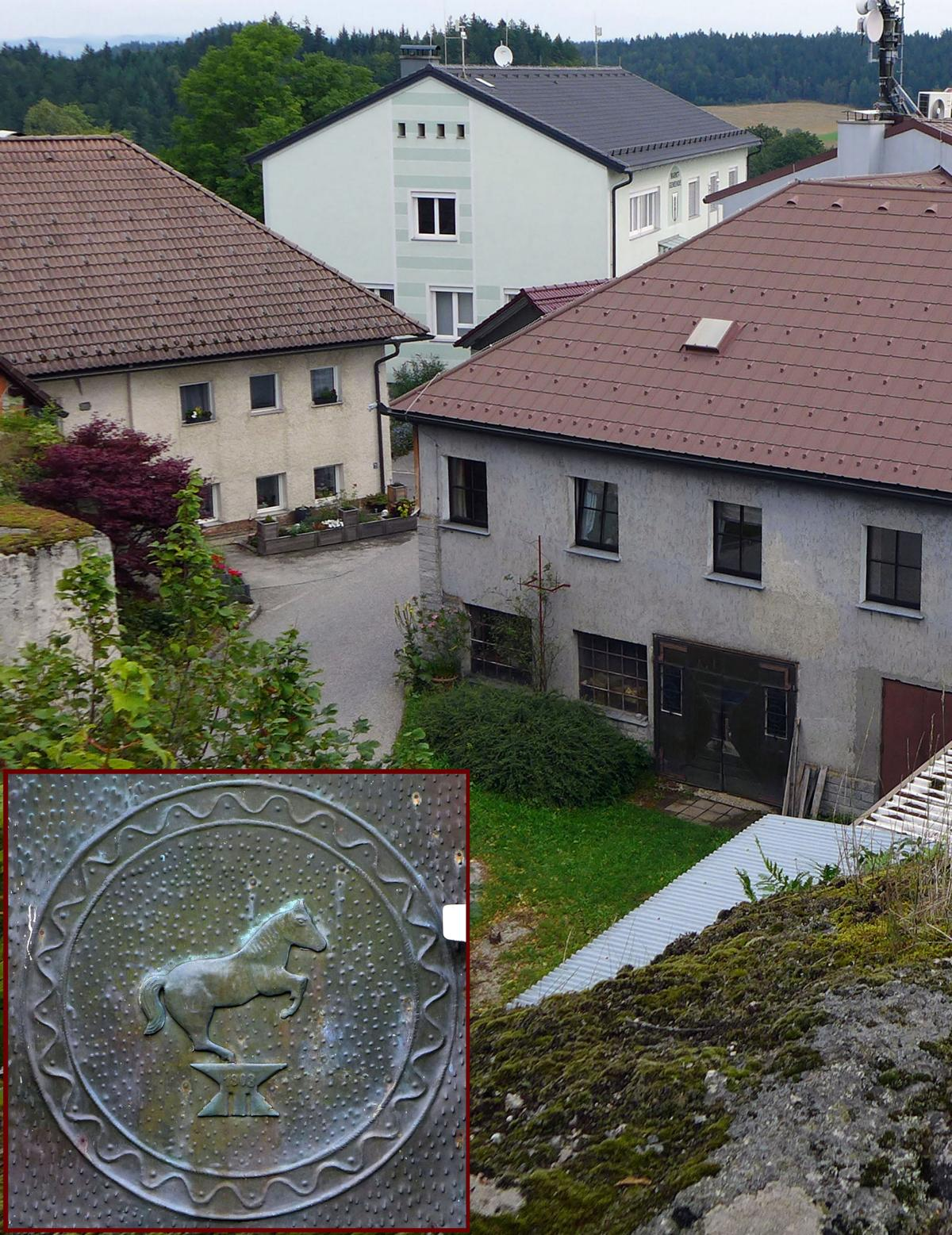
Markt Nr. 3. Ehemalige Schmiede. Standort des Burgenbauhofs